# 방귀원
방귀원(房貴元, 1445년? ∼ 1469년)은 조선의 문신이다. 본관은 남양(南陽)이다. 증조부는 직제학(直提學) 방사량(房士良)이고, 할아버지는 정산현감(定山縣監) 방구성(九成)이며, 아버지는 판관 방순문(房恂文), 어머니는 조운수(趙云璲)의 딸이다. 부인은 경기도사(京畿都事) 윤자임(尹自任)의 딸이다.
1465년(세조 11년) 식년(式年) 문과에 급제하여 예문관봉교(藝文館奉敎)가 되었다.
문학(文學)에 뛰어났으나 1469년(세조 11년) 병에 걸려 젊은 나이에 요절(夭折)하였다. 방귀원의 친구인 직강(直講) 노공필(盧公弼)이 애도함이 매우 간절하여 서로 잘 지내던 친구들이 부의를 모아 정성스럽게 장례를 지냈다.

## 일화
1465년(세조 11년) 11월 2일 왕(세조)이 《중용(中庸)》 수장(首章)의 ‘천명지위성(天命之謂性)’ 이란 구(句)를 묻고 이(理)와 기(氣)의 선후(先後)를 논하니, 사관(史官) 방귀원(房貴元)이 대답하기를,
“하늘과 땅이 판별되지 않았을 때를 캐어 보면 이(理)가 기(氣)보다 먼저이고, 양의(兩儀)가 이미 나누어지면 기(氣)가 이(理)보다 먼저입니다. 그러나 혼원(混元)한 이치는 주류(周流)하여 무궁하니, 이(理)가 아니면 어떻게 기(氣)를 이루겠습니까?” 하였다.
또 이(理)가 선악(善惡)이 있느냐고 물으니 대답하기를,
“이(理)는 선(善)하지 않은 것이 없습니다.” 하였다.
또 묻기를, “이(理)가 선하지 않은 것이 없으면 성지(聖智) 우혼(愚昏)이 있는 것은 무슨 까닭이오?” 하니, 대답하기를,
“기품(氣稟)이 다름이 있는 때문입니다. 이(理)는 비유하면 구슬과 같고 기(氣)는 비유하면 물과 같습니다. 밝은 구슬을 맑은 물에 던지면 서로 비치어 어둡지 않으니 이것을 성지(聖智)라 이르고, 밝은 구슬을 흐린 물에 던지면 영광(靈光)이 통하지 않으니 이것을 혼우(昏愚)라고 합니다. 그러나 개명(開明)하며 발현(發見)하는 곳이 있으니, 사단(四端) 이 그것입니다. 그 발명(發明)하는 것으로 인하여 계속해서 광명(光明)하게 하면 혼우한 자도 성(聖)에 이를 수 있으나, 학문에 정(精)한 자가 아니면 마땅히 통할 수가 없습니다.”
하니, 왕(세조)이 말하기를, “유자(儒者)가 아니면 이렇게 말하지 못한다.”라며 방귀원의 학식에 감탄하였다.

## 가족 관계
- 증조부 : 방사량(房士良)
- 증조모 : 백계(白磎)의 딸
  - 조부 : 방구성(房九成)
    - 부 : 방순문(房恂文)
    - 숙부 : 방계문(房戒文)
      - 사촌 : 방귀온(房貴溫)

  - 외조부 : 조운수(趙云璲)
    - 모 : 조운수(趙云璲)의 딸
    - 처부 : 윤자임(尹自任)
      - 부인 : 신녕 윤씨(新寧尹氏) - 윤자임(尹自任)의 딸